# It’s My Life (album Talk Talk)
It’s My Life – drugi album studyjny angielskiej grupy muzycznej Talk Talk, wydany w 1984 roku nakładem wytwórni fonograficznej EMI (EMI America w USA).

## Lista utworów
Opracowano na podstawie materiału źródłowego.
Wydanie LP:
Strona A:
| Nr | Tytuł utworu   | Muzyka                         | Długość |
| -- | -------------- | ------------------------------ | ------- |
| 1. | „Dum Dum Girl” | Mark Hollis, Tim Friese-Greene | 3:51    |
| 2. | „Such a Shame” | Mark Hollis                    | 5:42    |
| 3. | „Renée”        | Mark Hollis                    | 6:22    |
| 4. | „It’s My Life” | Mark Hollis, Tim Friese-Greene | 3:53    |
|    |                |                                | 19:48   |

Strona B:
| Nr | Tytuł utworu            | Muzyka                     | Długość |
| -- | ----------------------- | -------------------------- | ------- |
| 1. | „Tomorrow Started”      | Mark Hollis                | 5:57    |
| 2. | „The Last Time”         | Mark Hollis, Ian Curnow    | 4:23    |
| 3. | „Call in the Night Boy” | Mark Hollis, Simon Brenner | 3:47    |
| 4. | „Does Caroline Know?”   | Mark Hollis                | 4:40    |
| 5. | „It’s You”              | Mark Hollis                | 4:41    |
|    |                         |                            | 23:28   |

## Twórcy
Opracowano na podstawie materiału źródłowego.
Muzycy:
- Mark Hollis – śpiew
- Lee Harris – perkusja
- Paul Webb – gitara basowa

Dodatkowi muzycy:
- Tim Friese-Greene – keyboardy
- Ian Curnow – keyboard
- Phil Ramocon – fortepian
- Robbie McIntosh – gitara
- Morris Pert – instrumenty perkusyjne
- Henry Lowther – trąbka

Produkcja:
- Tim Friese-Greene – produkcja muzyczna
- Walter Samuel – miksowanie
- James Marsh – obraz na okładce